# Осада Сан-Себастьяна
Осада Сан-Себастьяна (7 июля — 8 сентября 1813) — событие Пиринейских войн, в ходе которого союзные войска под командованием герцога Веллингтона, захватили город Сан-Себастьян на севере Страны Басков в Испании, защищаемый французским гарнизоном под командованием Луи Эмманюэля Рея. В результате нападения город был разграблен и разрушен пожаром.

## Предыстория
После победы в решающей битве при Витории 21 июня 1813 года армия Веллингтона двинулась в западные Пиренеи, чтобы занять горные перевалы и встретиться с маршалом Сультом, который отступил во Францию, пытаясь реорганизовать свою армию. Чтобы очистить свой тыл и выгнать последние французские войска из Испании, Веллингтон должен был захватить Памплону и Сан-Себастьян. Из-за недостатка ресурсов для одновременной атаки Памплона была заблокирована, а Сан-Себастьян подвергся осаде.
Блокада Памплоны заняла некоторое время, но в конечном итоге 31 октября 1813 года привела к сдаче французских войск из-за голода:334.

## Силы сторон

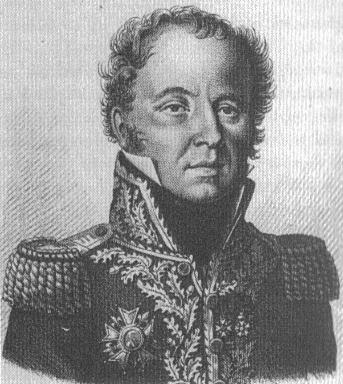
Луи Эмманюэль Рей

На 1 июля французский гарнизон под командованием бригадного генерала Луи Эммануэля Рея состоял из 3170 человек: 22-й и 34-й роты (1 батальон в каждой), 62-й роты (2 батальона), частей 1-й и 119-й рот, по одной роте саперов и разведчиков и двух рот артиллеристов. Укрепления обороняли 76 орудий.
Для осады лейтенант-генералу сэру Томасу Грэхэму было дано под командование 9000 военнослужащих из 5-й дивизии генерал-майора Джона Освальда и португальской бригады бригадного генерала Генри Брэдфорда. Изначально у Грэхэма было 40 тяжелых орудий, собранных из разных источников.
Хавьер Сада писал, что состав союзных войск, осаждающих город, включал значительную долю наёмников различных национальностей, единственным стимулом которых была добыча, полученная при завоевании крепостей. Согласно Чарльзу Оману (1902—1930), 5-я дивизия насчитывала 3900 британских офицеров и солдат и 2300 португальцев; ещё 2300 португальских военнослужащих было в бригаде Брэдфорда.

## Обстановка в городе
Сан-Себастьян (по-баскски именуемый «Доностия») имел в то время 9104 жителей и был более либеральным городом, чем окружающая его консервативная провинция Гипускоа. Город был открыт для влияний Гаскони и Франции на севере и Испании на юге. Кроме того, этнический состав города с момента его основания был смешанным гасконско-баскским, хотя язык гасконцев, возможно, к тому моменту уже вымер.
После захвата Наполеоном власти во Франции его старший брат Жозеф I в 1808 году был провозглашен королем Испании. Франсиско Аморос, который во многих источниках упоминается как «профранцузски настроенный», был назначен мировым судьёй города. Хотя, судя по всему, новые власти и её помощники не пользовались особой популярностью у населения, до 1813 года его настроение было достаточно мирным, и французы в целом были хорошо приняты. Это равновесие нарушилось, когда в июне в город начали прибывать французские войска, отступающие под командованием Луи Эмманюэля Рея после поражения при Витории, и беженцы из этого города.
Сан-Себастьян находится на полуострове, простирающемся в Бискайский залив, и в основном вытянут с севера на юг. Южный фасад города был укреплён мощным гонверком, блокирующим подходы, и высокими городскими стенами с установленными на них орудиями, которые могли стрелять поверх гонверка для его защиты. «Это было самое мощное укрепление, которое я когда-либо видел, за исключением Гибралтара», — писал Уильям Дент. С восточной стороны город был защищен устьем реки Урумеа. Британские инженеры обнаружили возле набережной в юго-восточном углу города слабое место. Атака была возможна через русло реки во время отлива как с юга, так и с востока. Осадные батареи могли быть размещены к югу от города и на песчаных холмах на восточной стороне лимана, при этом сами они могли быть защищены от контратаки рекой:336.
В данном случае британцы не могли использовать своё морское преимущество, потому что Бискайский блокадный флот был недостаточно силён. Французские суда регулярно привозили припасы и подкрепление, забирая раненых и больных солдат. Из-за этого Веллингтон не мог ждать, пока город сдастся из-за голода. Он должен был пробивать стены и штурмовать город.

## Первый штурм

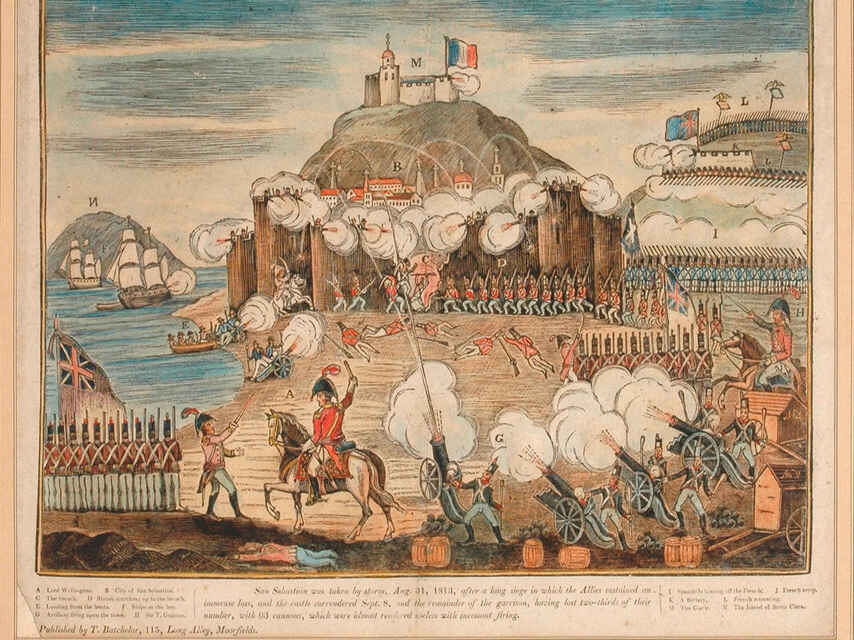
Гравюра осады Сан-Себастьяна (1813)

Первой целью был захват монастыря на возвышенности к югу от гонверка. 11 июля начались работы по установке двух батарей в 200 метрах от монастыря, которые были закончены в ночь с 13 на 14 июля. До 17 июля шёл непрерывный огонь, превративший монастырь в руины, которые без особого труда взяли штурмом.
13 июля начались работы по установке трёх батарей в песчаных дюнах и четвёртой на холме горы Олиа, к востоку от реки, на расстоянии 550 и 1200 м соответственно, соединённых траншеями. Начался обстрел городских стен и башен, продолжавшийся день за днем, пока к 23 июля не было проделано три бреши.
Захваченный монастырь был укреплён для защиты с севера; в нём были размещены батареи для стрельбы по гонверку и городу. 20/21 июля шли работы над траншеей через полуостров к гонверку, однако на полпути было обнаружен большой сток, уходящий под землю к гонверку. Было решено заминировать конец стока.
На рассвете 25 июля началась атака. После взрыва мины войска должны были атаковать брешь в гонверке и две бреши в городской стене. Однако мина была взорвана слишком рано; войска пошли в атаку без артиллерийской поддержки, так как для стрельбы было ещё слишком темно. Гонверк был атакован, но подкрепление запаздывало, и передовая группа была отбита. Войска, атакующие стены, подвергались обстрелу, пока преодолевали 300 метров открытой местности. Хотя они достигли брешей, подкрепление также запаздывало, и они были отбиты с большими потерями.
Британцы потеряли 693 убитых и раненых и 316 захваченных в плен, в том числе Гарри Джонса, который был ранен, возглавляя передовой «Отряд смертников». Гарнизон Рея потерял 58 убитых и 258 раненых.
Нападающим пришлось пересмотреть свои планы. Боеприпасы для орудий кончались; в тот же день, 25 июля, Веллингтон узнал, что Сульт начал атаку (которая выльется в битву при Пиренеях). Было принято решение отложить осаду до получения боеприпасов по морю, и Грэхэму было приказано переместить орудия на корабли в Пасахесе.
Во время перерыва гарнизон совершил несколько рейдов, захватив в плен 200 португальских солдат.

## Второй штурм

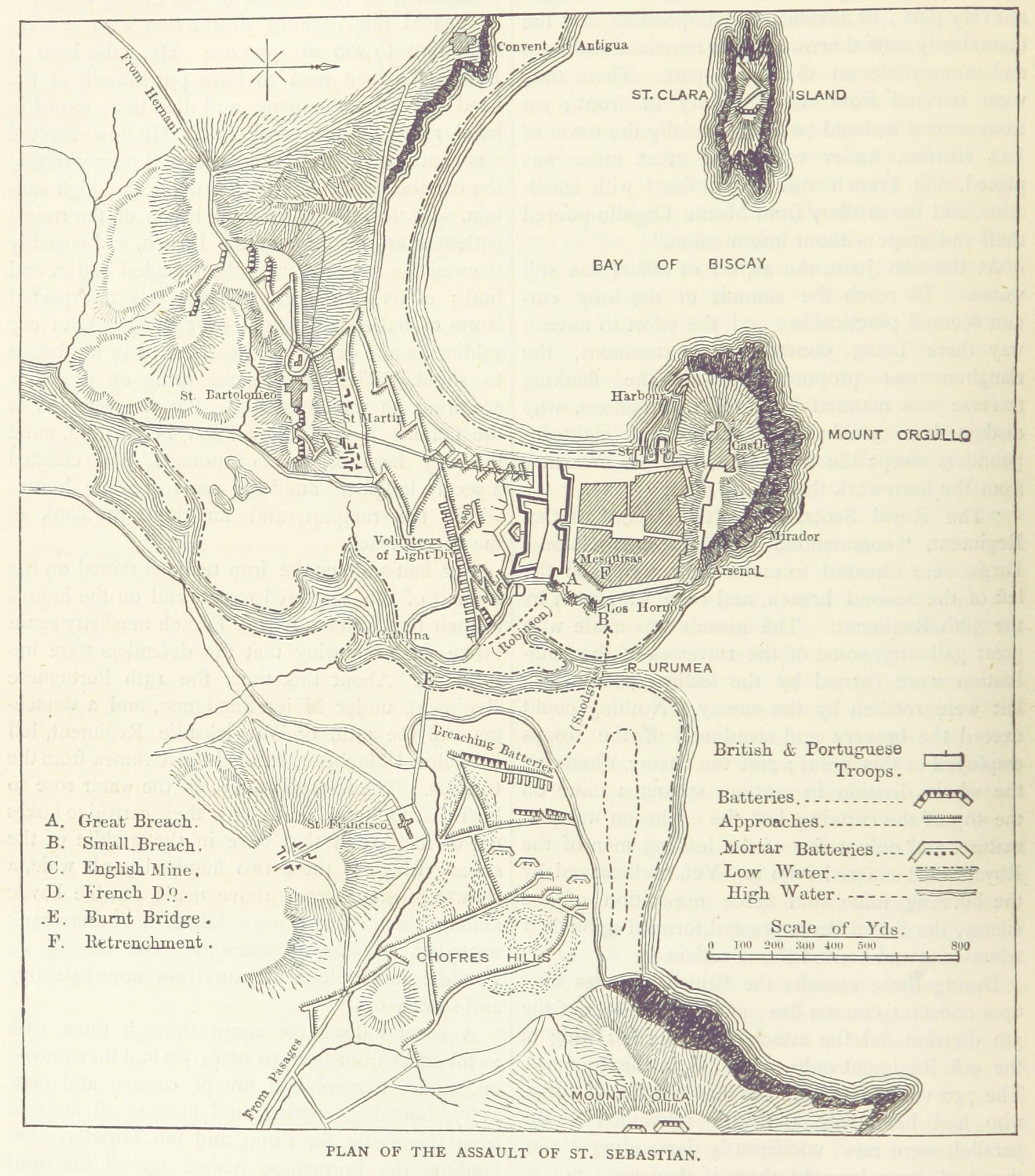
Британская карта осады

Вытеснив Сульта обратно через границу, Веллингтон подождал, пока из Англии не поступит оставшаяся часть осадного обоза и боеприпасы, прежде чем снова обратить внимание на Сан-Себастьян. Даже с имеющимися теперь ресурсами Веллингтон одновременно мог вести только одну осаду; было решено взяться за Сан-Себастьян, поскольку он был слабее, более доступен и открыт для пополнения припасов морем. К 15 августа французский командующий Рей получил по морю небольшое подкрепление, но, несмотря на это, у него было всего 2700 боеспособных солдат и 300 раненых в госпитале.
19 августа британцам начали поступать боеприпасы и подкрепление, в том числе несколько инженеров-сапёров, так что к 23 августа орудия были готовы возобновить обстрел. К 26 августа англичане установили 63 артиллерийских орудия. 26 августа 15 тяжелых пушек с юга и 48 орудий с востока начали обстрел, разрушив башни и пробив в стенах ещё больше брешей:341.
27 августа 200 матросов с кораблей Beagle, Challenger, Constant и французского фригата Surveillante на вёслах зашли в западную бухту и после короткого боя захватили небольшой остров Санта-Клара. Затем британцы перевезли шесть орудий с Сурвейланте на остров, чтобы установить батарею для обстрела города и замка. Французы были встревожены, так как не ожидали атаки с этой стороны:342.
Главная брешь в восточной стене была почти 150 м длиной; башни на обеих её сторонах были уничтожены. На юге к гонверку был проделан подкоп:343.

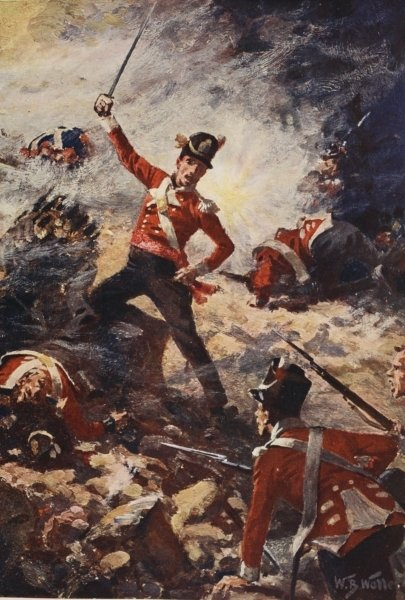
Колин Кэмпбелл, ведущий передовой «Отряд смертников» во время осады Сан-Себастьяна, 1813. Картина Уильяма Барнса Уоллена

Поскольку нападение должно было быть совершено после ухода прилива, оно было запланировано на 11:00 31 августа. Была взорвана ещё одна мина, которая частично разрушила стену, а также создала несколько воронок. Поэтому, когда 5-я дивизия начала с юга атаку на главную брешь, солдаты преодолели 150 м от траншей до подножия бреши, укрываясь в воронках и без особых потерь:343. Однако затем французы открыли ураганный огонь. Снова и снова солдаты 5-й дивизии поднимались по усыпанной щебнем бреши, но были скошены огнём в упор.
Французы построили внутреннюю стену, которая не позволил нападающим прорвать оборону. Были убиты сотни британских солдат. Грэхэм отправил группу из 750 добровольцев из 1-й, 4-й и легкой дивизий, но они не смогли оттеснить французских защитников. Португальская бригада напала через реку Урумеа и атаковала восточную брешь, но их продвижение также остановилось. Через два часа нападение окончилось дорогостоящим провалом. Оставшиеся в живых прижимались к земле, чтобы избежать разящего огня:344.
Посоветовавшись со своим артиллерийским командиром Александром Диксоном, Грэхэм решил открыть огонь по внутренней стене, несмотря на риск убить многих британских солдат, лежавших рядом с ней. Когда британские тяжелые орудия впервые открыли огонь поверх их голов, оставшиеся в живых после атаки начали паниковать. Но когда дым рассеялся, они увидели, что орудия разрушили большую часть внутренней стены. С криками они пошли в атаку, достигли вершины бреши и проникли в город. При виде этого французы отступили к крепости на холме Ургул, и к полудню осаждающие захватили город.
При проверке было обнаружено, что ни один выстрел союзных войск не пропал даром, хотя они были выпущены с 500—700 м течение 20 минут, и что лишь немногие защитники остались без ранений:345. Было захвачено 700 французов; город пылал:346.

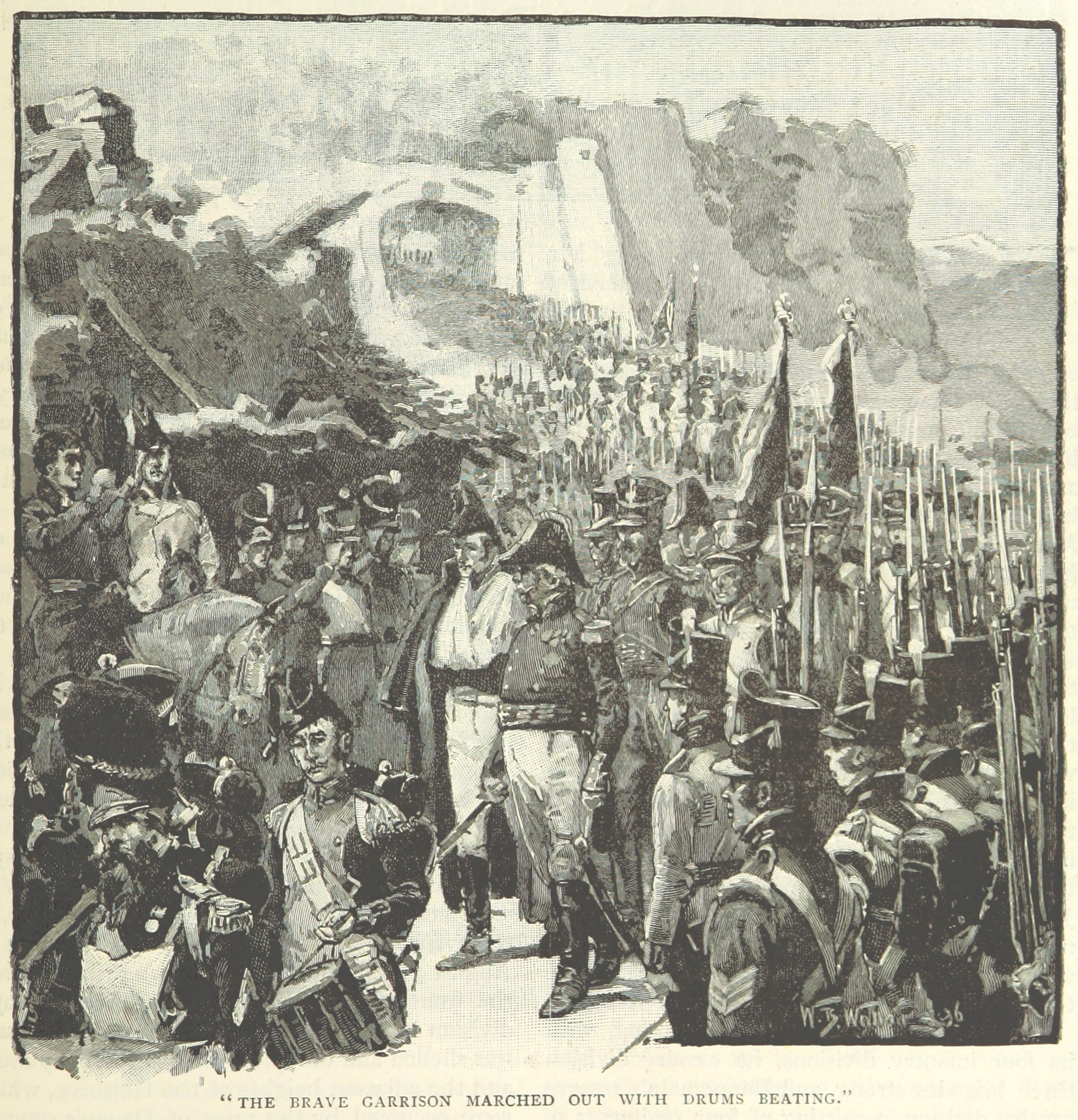
Капитуляция Рея и его гарнизона (из британской книги)

Рей и оставшиеся в живых солдаты гарнизона продержались до 5 сентября, прежде чем попросили о переговорах. Французский командующий официально сдался 8 сентября. За свою героическую оборону остатки гарнизона были удостоены англо-португальскими войсками военных почестей. Они вышли из крепости с оружием и развевающимися флагами под звуки барабанов; их офицерам разрешили сохранить свои сабли.

## Разграбление Сан-Себастьяна и пожар
Войдя в город, победоносные британские и португальские войска быстро обнаружили в магазинах и домах обильные запасы бренди и вина, и многие из них вскоре стали частью «буйной шатающейся толпы». Опьяневшие и разъярённые тяжелыми потерями, которые они только что понесли, войска вышли из-под контроля, грабили и сжигали город и убили, согласно одним источникам, неизвестное количество местных жителей; согласно другим, число убитых могло достигать 1000 человек. Некоторые британские офицеры пытались остановить мародерство, но пьяные солдаты либо игнорировали их, либо угрожали им; остальные офицеры или закрывали на всё глаза, или присоединялись к солдатам. Были собраны заявления (75 отчётов), свидетельствующие о событиях, начавшихся 31 августа. Один из оставшихся в живых очевидец Габриэль Серрес заявил, что «[нападавшие] совершили ужасные злодеяния, такие как убийство и ранение многих жителей, а также изнасилование множества женщин». По словам местных жителей, в ту же ночь в некоторых домах начались пожары. Местный житель Доминго де Эхаве привёл слова английского солдата, указывающего на горящий дом: «Видишь этот горящий дом? Имей в виду, завтра все так будете гореть». Город продолжал гореть ещё семь дней, к тому времени сохранилась лишь горстка зданий. Остальная часть сгорела дотла — 600 домов, мэрия и архив.
После пожара городской совет и выжившие жители провели собрание в Зубиете (небольшой деревне в пригородах Сан-Сабастьяна), на котором горожане решили восстановить город практически с нуля. Поскольку предыдущий совет сотрудничал с французами, был назначен новый совет, и было написано письмо, в котором жители поздравляли Веллингтона с победой:98 и просил предоставить хоть какую-то помощь для 2000 наиболее нуждающихся горожан. Требование не было выполнено; Веллингтон отказался это сделать и в ответ настоятельно попросил, чтобы к нему больше не обращались:98. Он продолжал приписывать грабеж французам, и 2 ноября, находясь в Лесаке, британский генерал отрицал какую-либо ответственность британских войск за пожар:157. В ноябре городской совет организовал народное судебное разбирательство «по поводу жестокости, проявленной британскими и португальскими войсками»; показательно, что только 2 женщины ответили на заданные на нём вопросы:8.
Трагедия вспоминается каждый год 31 августа; проводятся церемонии при свечах.

## Последствия
Из первоначального гарнизона Рея, состоящего из 3170 человек и небольшого подкрепления, 850 были убиты, 670 были схвачены 31 августа и 1860 сдались, из которых 480 были больны и ранены. Армия Грэхэма потеряла 3770 убитых, раненых и пропавших без вести. В последнем нападении 867 человек погибли, 1416 получили ранения и 44 пропали без вести. Генерал-майор Джеймс Лейт, который только что вернулся командовать 5-й дивизией, был ранен во время штурма. Сэр Ричард Флетчер, главный инженер, создавший линии Торрес-Ведрас, был убиты выстрелом в сердце во время осады:346, как и один из сыновей Гарри Бьюрарда.
Не понимая, что спасать Сан-Себастьян уже слишком поздно, Сульт начал последнюю атаку 31 августа. Испанские силы отразили эту попытку в битве при Сан-Марсиаль. Овладев Сан-Себастьяном, Веллингтон начал думать о том, как вытеснить Сульта обратно во Францию. Следующей была битва при Бидасоа 7 октября, за которой последовала битва при Нивеле в ноябре. Французский гарнизон Памплоны сдался испанцам 31 октября.

### Комментарии
1. ↑  В 1847 году Адмиралтейство одобрило выпуск Военно-морской медали с металлической накладкой с надписью «Сан-Себастьян» для выживших моряков с лодок и с «тех кораблей, которые могли присутствовать в августе и сентябре и которые были задействованы на внутренней линии морской блокады»[17].

### Сноски
1. 1 2 3 4 5 6 7 8 9 10  Porter, Maj Gen Whitworth. History of the Corps of Royal Engineers Vol I (англ.). — Chatham: The Institution of Royal Engineers, 1889.
2. 1 2  Oman VII, p.529.
3. ↑  Fortescue, 1920, p. 226.
4. ↑  Oman VI, p.567 & 569
5. 1 2 3 4 5  Sada, Javier. El Asalto a la Brecha (неопр.). — Andoain: Txertoa, 2010. — С. 69. — ISBN 978-84-7148-493-2.
6. ↑  Oman VI p.750 to 760, Данные на 25 мая 1813 года, минус потери в битве при Витории.
7. ↑  Historia de San Sebastián (неопр.). — San Sebastian: Editorial Txertoa, 1995. — С. 67. — ISBN 978-84-7148-429-1. Книга на испанском языке
8. ↑  L. Woodford (ed.), A Young Surgeon in Wellingtons Army: the Letters of William Dent (Old Woking, 1976), p. 39.
9. 1 2  Porter, 1889, p. 337.
10. ↑  Porter, 1889, p. 336.
11. ↑  Porter, 1889, p. 338.
12. ↑  Obituary of Eminent Persons. The Illustrated London News. Illustrated London News & Sketch Limited. Архивировано 3 декабря 2021. Дата обращения: 14 августа 2019.
13. 1 2  Porter, 1889, p. 341.
14. ↑  Oman VII, p.12.
15. ↑  №16774, с. 1826 (англ.) // London Gazette : newspaper. — London, 14 September 1813. — No. 16774. — P. 1826. — ISSN 0374-3721.
16. ↑  №16775, с. 1853 (англ.) // London Gazette : newspaper. — London, 20 September 1813. — No. 16775. — P. 1853. — ISSN 0374-3721.
17. ↑  №20939, с. 244 (англ.) // London Gazette : newspaper. — London, 26 January 1849. — No. 20939. — P. 244. — ISSN 0374-3721.
18. 1 2  Sada, Javier. Historia de San Sebastián (неопр.). — San Sebastian: Editorial Txertoa, 1995. Книга на испанском языке
19. 1 2  Watson, B. When soldiers quit: studies in military disintegration, Chapter 5 The Siege of San Sebastian, pg 80
20. ↑  Watson, B, When soldiers quit: studies in military disintegration, Chapter 5 The Siege of San Sebastian, pg 80 (цитата: «насилие и убийства царили в городе, но точное число жертв никто не знает»)
21. ↑  Donostia-San Sebastián; El penoso arranque de la Edad Contemporánea. Eusko Media Fundazioa. Дата обращения: 16 марта 2012. Архивировано 10 сентября 2013 года.
22. 1 2  Declaraciones testificales juradas (Sworn testimonies of the survivors). Eusko Media Fundazioa. Дата обращения: 2 сентября 2009. Архивировано 10 сентября 2013 года.
23. ↑  Sada, Javier. Historia de San Sebastián (неопр.). — San Sebastian: Editorial Txertoa, 1995. — С. 74. — ISBN 978-84-7148-429-1. Книга на испанском языке
24. ↑  Sada, Javier. Historia de San Sebastián (неопр.). — San Sebastian: Editorial Txertoa, 1995. — С. 78. — ISBN 978-84-7148-429-1. Книга на испанском языке
25. ↑  Fortescue IX, p.360.
26. ↑  Fortescue IX, p.359, based on Jones.
27. ↑  Oman VII, p.530 (см. также исправления).